# Associazione d'arma
Per associazione d'arma, nel diritto italiano, si intende un'associazione riconosciuta costituita dallo Stato, di diritto privato o pubblico, che svolge attività a favore di militari o ex-militari, senza finalità di lucro (non profit).
Le associazioni d'arma censite dal Ministero della Difesa sono le seguenti:
- Consiglio nazionale delle Associazioni d'Arma
- Associazione Nazionale del Fante
- Associazione nazionale marinai d'Italia
- Associazione Arma aeronautica
- Associazione nazionale paracadutisti d'Italia
- Associazione nazionale Arma di cavalleria
- Associazione nazionale genieri e trasmettitori d'Italia
- Associazione nazionale ufficiali tecnici dell'Esercito italiano
- Associazione nazionale autieri d'Italia
- Associazione nazionale alpini
- Associazione nazionale artiglieri d'Italia
- Associazione nazionale bersaglieri
- Associazione nazionale carristi d'Italia
- Associazione nazionale granatieri di Sardegna
- Associazione lagunari truppe anfibie
- Associazione nazionale commissariato militare
- Associazione nazionale sanità militare italiana
- Associazione nazionale aviazione dell'Esercito
- Associazione nazionale ufficiali dell'Aeronautica
- Gruppo decorati ordine militare d'Italia
- Unione nazionale sottufficiali italiani
- Associazione nazionale sottufficiali d'Italia
- Associazione italiana combattenti interalleati
- Associazione nazionale Carabinieri

## In Europa
Francia e Italia sono due nazioni europee che hanno associazioni d'arma affiliate ad un ente federale. Altri paesi come Gran Bretagna, Spagna e Germania non hanno un ente federale che riunisce le associazioni di veterani, ex combattenti, reduci o militari in congedo.
| Bandiera      | Nazione | Associazione Federale                           | Numero di Associazioni d'arma affiliate | Note                                       |
| ------------- | ------- | ----------------------------------------------- | --------------------------------------- | ------------------------------------------ |
| senza cornice | Francia | Union française des associations de combattants | 32                                      | Lista delle associazioni affiliate ad UFAC |
| senza cornice | Italia  | Assoarma                                        | 12                                      |                                            |

## Situazione giuridica in Italia
In Italia, come in altre parti del mondo, un'associazione d'arma è un'organizzazione composta prevalentemente da persone che hanno prestato servizio nelle forze armate. Queste associazioni hanno lo scopo di mantenere i legami tra i membri, mutuo aiuto, promuovere i valori delle forze armate mediante la partecipazione e allestimento di cerimonie e commemorazioni.
La legge Scelba (Legge n. 645 del 1952) vieta la ricostituzione del disciolto Partito Nazionale Fascista e qualsiasi associazione che persegua finalità antidemocratiche. In ragione di tale dispositivo di legge le associazioni d'arma sono riconosciute legalmente solo se istituite dallo Stato con appositi decreti. Questo significa che le associazioni d'arma devono operare nel rispetto della legge e non possono perseguire finalità antidemocratiche o violente.
Nel 2024 il Ministero della Difesa ha annunciato la possibilità per le associazioni d'arma di iscriversi al Registro unico nazionale del terzo settore.
La federazione che riunisce e rappresenta le associazioni d'arma in Italia è Assoarma.